# Gundel Imre
Gundel Imre (Budapest, 1927. június 11. – Budapest, 1993. július 26.) vendéglős, muzeológus, gasztronómiai író.

## Életpályája
Szülei: Gundel Károly és Blasutigh Margit voltak. Édesapja, Gundel Károly éttermében kezdte a vendéglátó munkáját. 1949-ben egy ideig még ott dolgozott; kitelepítették, majd ismét visszahelyezték. Ezt követően a Pilvax és a Royal vezetője volt. Hivatali munkára helyezték, majd a Vendéglátóipari Múzeum muzeológusa volt.

## Magánélete
1961. május 25-én Budapesten házasságot kötött Dudás Ilonával (1931-1993).
Sírja a Farkasréti temetőben található (28-1-9.).

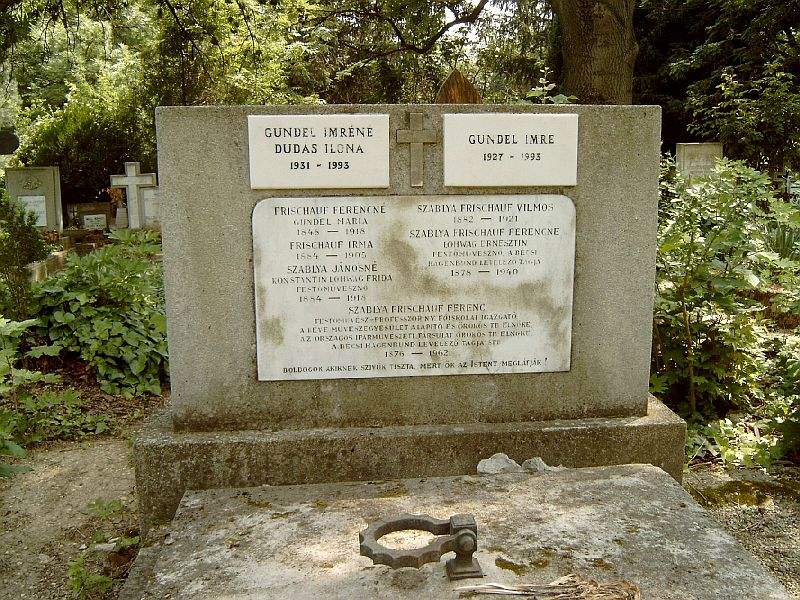
Gundel Imre sírja Budapesten. Farkasréti temető: 28-1-9.

## Művei
- A vendéglátás emlékei (Harmath Judittal, Budapest, 1979)
- Gasztronómiáról, Gundelekről (Budapest, 1986)